# Pokémon Conquest
Pokémon Conquest, ou Pokémon + Nobunaga's Ambition (ポケモン＋ノブナガの野望) au Japon, est un jeu vidéo de type tactical RPG développé par Koei Tecmo et édité par Nintendo sur Nintendo DS en 2012. Il s'agit d'un mélange entre l'univers de Pokémon et celui de Nobunaga's Ambition, une série de jeux vidéo tactiques créée par la société japonaise Koei.

## Synopsis
Ce jeu se déroule dans la région de Ransei, peuplée de pokémon et d'humains ayant la capacité de créer un lien avec eux: les Warriors. Ces Warriors sont rattachés à des châteaux, un par type de Pokémon (soit 17). Vous incarnez le nouveau Warlord d'Aurora (seigneur du château). Votre but est de conquérir tous les châteaux de Ransei afin de vérifier si la légende est vrai: "Celui ou celle qui unira Ransei rencontrera le Pokémon qui a créé l'île". Mais ce ne sera pas chose aisée. Un autre Warlord se dresse devant vous pour être lui aussi l'élu de la légende afin de détruire l'île.

## Système de jeu
Pokémon Conquest est un mélange de jeu de type T-Rpg (Tactical Role-play-game) en 2d isométrique.
Du style de Luminous Arc pour l'instance de combat. Et un scénario du type de  Total War : Shogun 2 où il faut conquérir une certaine région et les garder en possession pendant une certaine durée pour gagner.
Le jeu est développé sur Nintendo DS.
Le jeu est sorti en 2012 en Japonais et en Anglais.

## Accueil
- Famitsu : 34/40 [1]